# Ortoepia
L'ortoepìa (dal greco antico ὀρθοέπεια?, orthoépeia, a sua volta da ὀρθός, orthós, "retto, corretto" e ἔπος, épos, "parola") è la corretta pronuncia di una lingua, considerata sia nel proprio sviluppo orale sia in rapporto con la scrittura (non però con riferimento a eventuali difetti di fonazione dovuti a imperfezioni organiche, né con riferimento agli effetti estetici dovuti a una dizione più o meno accurata).

## Italiano
Tradizionalmente, la variante della lingua italiana presa come riferimento ortoepico è basata sulla pronuncia fiorentina, o più largamente su quella della Toscana e del resto dell'Italia centrale. La pronuncia di una parola italiana secondo tale standard solitamente non viene insegnata a scuola; per conoscerla si può ricorrere ad un vocabolario che per ciascun lemma ne riporti la trascrizione fonetica IPA. Nel territorio dello stato italiano e nei territori italofoni esteri sono tuttavia sovente usate, in primis dai madrelingua, pronunce delle parole italiane non afferenti allo standard.
Le principali caratteristiche delle diverse pronunce usate dagli italofoni possono essere:
- la posizione dell'accento tonico: sono frequenti parole con varianti di accentazione, ritenute più o meno accettabili
- il valore vocalico o semiconsonantico della I (/i/ o /j/) e della U (/u/ o /w/)
- il grado di apertura della E (/e/ o /ɛ/) e della O (/o/ o /ɔ/), dette "chiuse" o "aperte"
- la sonorità della S (/s/ o /z/) e della Z (/t͡s/ o /d͡z/)

La RAI stessa promosse la stesura del Dizionario d'ortografia e di pronunzia per formare i propri giornalisti impegnati nelle prime trasmissioni, diffuse in una nazione costituitasi solo dal 1861 ed in cui la forte frammentazione dei volgari locali aveva portato a numerosi dialetti.
L'ortoepia oggi è materia di studio, accanto alla dizione, nei corsi e recitazione e nella formazione giornalistica radiotelevisiva.
La maggior parte delle regole ortoepiche riguarda le vocali toniche [e] / [o], la cui pronuncia aperta o chiusa può talvolta determinare una differenza di significato, e alcune consonanti quali la [s] e la [z].
Sono in genere le origini latine del vocabolo a determinare il grado di apertura o di  chiusura. Come ogni parola che termina in -endo, -ente, -enso (derivata dalle terminazioni latine -aendo, -aente, -aens) presenta una vocale aperta, così le vocali derivanti da una vocale chiusa (come "legno", da lignum o "messa" da missa) ereditano la medesima caratteristica. Come in latino, inoltre, le parole che terminano in consonante hanno in genere una vocale tonica aperta.
Principi eufonici univoci regolano la maggior parte delle parole della lingua, con un numero di eccezioni e casi controversi nell'ordine di poche centinaia, sugli oltre 150 000 vocaboli che compongono la lingua italiana. In alcuni casi l'apertura o chiusura della vocale distingue due termini, determinandone il significato, come per i due omografi, ma non omofoni, pèsca (il frutto) e pésca (l'azione).